# سوهیان‌والا
سوهیان‌والا (به انگلیسی: Sohianwala) یک روستا در پاکستان است که در پنجاب واقع شده‌است. سوهیان‌والا ۱۳۵ متر بالاتر از سطح دریا واقع شده‌است.